# Temple de Lingyin

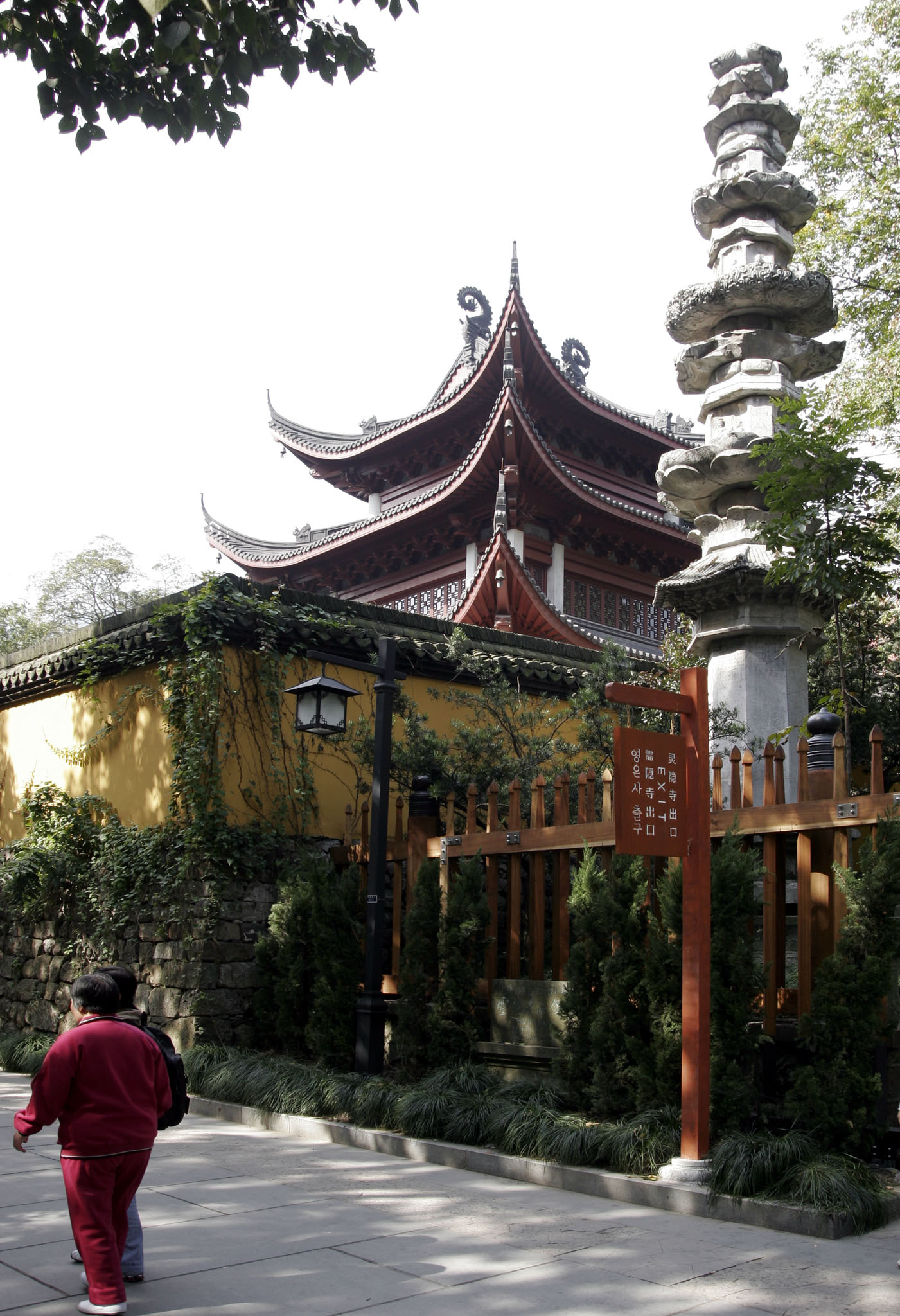
Bâtiments du temple.

Le temple de Lingyin (chinois simplifié : 灵隐寺 ; chinois traditionnel : 靈隐寺 ; pinyin : língyǐn) est un temple bouddhiste de la secte Chan situé au nord-ouest de Hangzhou, province du Zhejiang, Chine. Le nom du temple est généralement traduit comme Temple de la retraite de l'âme. C'est un des temples bouddhistes les plus grands et les plus prospères de Chine.
Cet important monastère des monts Wulin (武林山, wǔlín shān) est entouré de nombreuses grottes et sculptures religieuses directement dans la roche. La plus fameuse est Feilai Feng (飞来峰; « le pic qui coula ici »).

## Histoire
Le monastère fut fondé en 328 sous la dynastie Jin par le moine indien Huili. Dès son origine, Lingyin fut un monastère célèbre dans la région de Jiangnan. À son apogée sous le royaume de Wuyue (907-978), le temple était composé de neuf bâtiments de plusieurs étages, 18 pavillons, 72 halls, plus de 1 300 dortoirs, hébergeant plus de 3 000 moines. Beaucoup des riches sculptures bouddhistes des grottes de Feilai Feng et alentour datent de cette époque.
Sous la dynastie Song, le monastère était toujours considéré comme un des dix plus importants de la secte Chan dans la région de Jiangnan. Mais cela ne l'a pas sauvé des brigandages. Il a été reconstruit seize fois depuis. Les bâtiments actuels sont des restaurations modernes effectués sous la dynastie Qing. Le temple n'a été que partiellement endommagé par les gardes rouges lors de la révolution culturelle, grâce à l'intervention du premier ministre Zhou Enlai.
De nos jours le temple est une destination prisée à la fois par les pèlerins et les touristes. L'ancien dirigeant communiste Deng Xiaoping l'a visité.

## Alentour

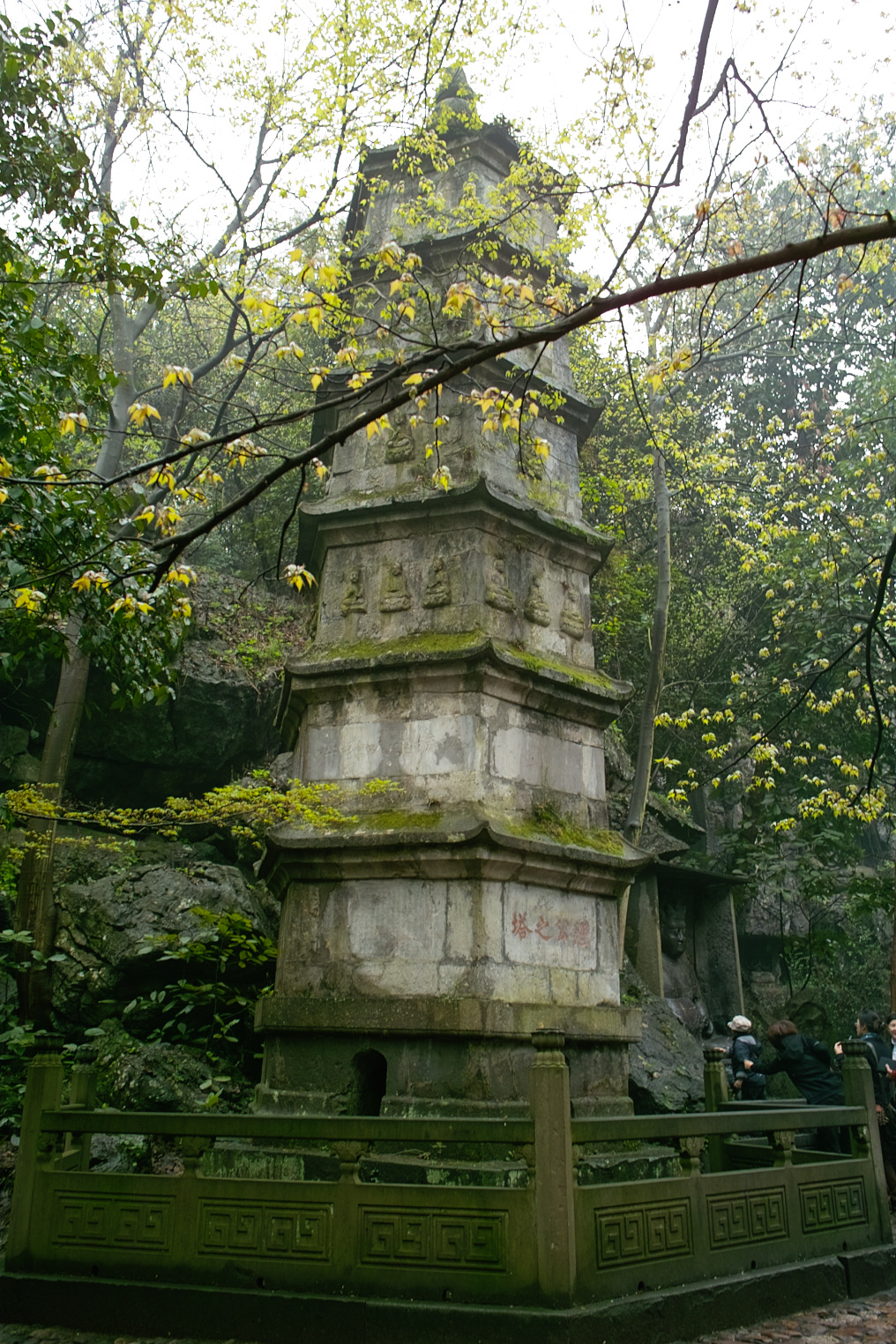
Pagode Ligong.

La zone des montagnes Wuling est un centre majeur du bouddhisme Chan. On y trouve de nombreux petits autres temples. De nos jours, La visite de Lingyin et ses alentours est payante. Les visiteurs arrivent devant un panneau « the Western Heaven is within reach ». En suivant la route depuis l'entrée, le visiteur voit d'abord Feilai Feng à sa gauche, puis la colline Lingyin à droite. Le site est agrémenté de bâtiments et d'œuvres historiques telles que des pagodes, pavillons, ponts et statues. La plus grande pagode en pierre est la pagode Ligong (理公塔, lǐgōng tǎ), située près de l'entrée. Elle abrite les cendres de Huili, le moine indien fondateur du temple. La zone est fortement boisée, certains arbres étant multicentenaires.

## Les grottes de Feilai Feng
Feilai Feng, traduit parfois par « Le Pic qui coula ici », ou encore le « Pic volant », est situé devant le temple. Le pic est dénommé ainsi car il est constitué d'un calcaire rocailleux très différent des montagnes avoisinantes. Les légendes prétendent que le pic est originaire d'Inde. Certaines suggèrent même qu'il s'agissait de la Colline des vautours, qui s'est envolé vers Hangzhou en une nuit afin de démontrer l'omnipotence de la loi bouddhiste. De nombreuses sculptures ont été faites directement dans la roche, en surface, dans des cavernes ou dans des grottes. Dans la caverne principale, dédiée au bodhisattva Guanyin, une fissure au plafond permet à une personne se tenant debout dans une certaine position d'observer un ruban de soleil. Cette particularité est connue sous le nom de « un filet de ciel » (一线天 / 一線天, yī xiàn tiān).

### Sources
- (en) Cet article est partiellement ou en totalité issu de l’article de Wikipédia en anglais intitulé « Lingyin Temple » (voir la liste des auteurs).